# Rallye Dakar 2021
Die Rallye Dakar 2021  (Saudi Arabia) war die 43. Ausgabe der Rallye Dakar. Sie begann am 3. Januar 2021 in Dschidda und endete am 15. Januar 2021 ebenfalls in Dschidda.
Die Strecke führte zum zweiten Mal durch Saudi-Arabien über 7646 km (davon 4767 Wertungskilometer). Die 43. Ausgabe fand aufgrund der COVID-19-Pandemie nur in Saudi-Arabien statt. Parallel zur Rallye Dakar findet seit 2021 erstmals die Dakar classic statt, bei der nur klassische Rallyefahrzeuge, die vor 2000 gebaut wurden, eingesetzt werden dürfen.
An der Rallye nahmen insgesamt 296 Teilnehmer – 67 Autos, 108 Motorräder, 42 LKW, 21 Quads sowie 58 Side-by-Side teil. An der Dakar Classic nahmen 24 Fahrzeuge teil.

## Endwertung

### PKW
|    | Fahrer               | Fahrzeug |
| -- | -------------------- | -------- |
| 1. | Stéphane Peterhansel | Mini     |
| 2. | Nasser Al-Attiyah    | Toyota   |
| 3. | Carlos Sainz senior  | Mini     |

### LKW
|    | Fahrer          | Fahrzeug |
| -- | --------------- | -------- |
| 1. | Dmitri Sotnikow | KAMAZ    |
| 2. | Anton Schibalow | KAMAZ    |
| 3. | Airat Mardejew  | KAMAZ    |

### Motorräder
|    | Fahrer          | Fahrzeug       |
| -- | --------------- | -------------- |
| 1. | Kevin Benavides | Honda CRF 450R |
| 2. | Ricky Brabec    | Honda CRF 450R |
| 3. | Sam Sunderland  | KTM 450        |

### Quads
|    | Fahrer          | Fahrzeug           |
| -- | --------------- | ------------------ |
| 1. | Manuel Andújar  | Yamaha Raptor 700R |
| 2. | Giovanni Enrico | Yamaha Raptor 700R |
| 3. | Pablo Copetti   | Yamaha Raptor 700R |

### Side-by-Side
|    | Fahrer                   | Fahrzeug   |
| -- | ------------------------ | ---------- |
| 1. | Francisco López Contardo | Can-Am XRS |
| 2. | Austin Jones             | Can-Am XRS |
| 3. | Aron Domżała             | Can-Am XRS |

### Dakar Classic
|    | Fahrer            | Fahrzeug           |
| -- | ----------------- | ------------------ |
| 1. | Marc Douton       | Sunhill Buggy      |
| 2. | Juan Donatiu      | Mitsubishi Montero |
| 3. | Lilian Harichoury | Renault 420DCI     |